# Sam MacLeod

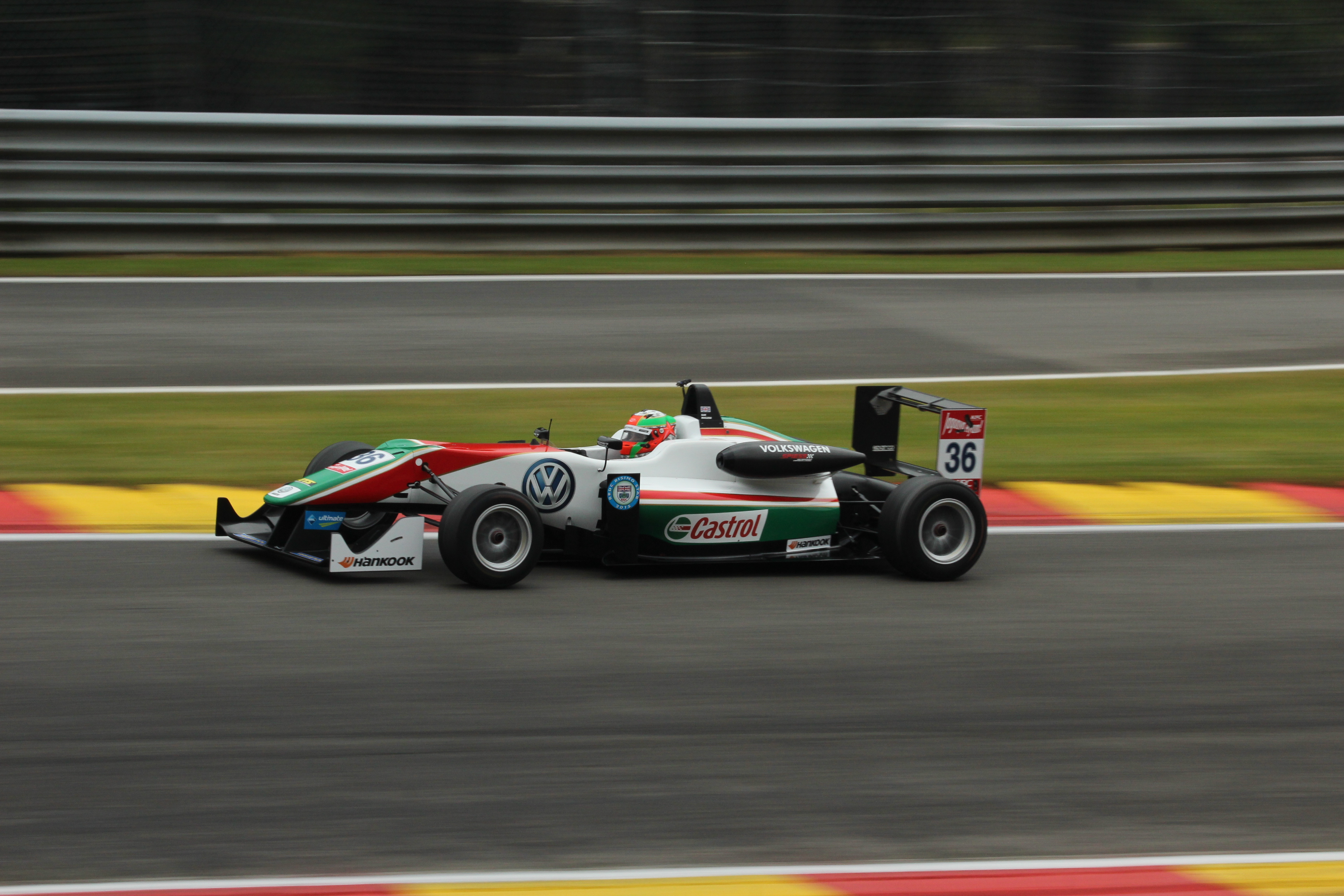
Sam MacLeod in Spa-Francorchamps in der europäischen Formel-3-Meisterschaft 2015

Sam MacLeod (* 9. November 1994 in Edinburgh) ist ein britischer Automobilrennfahrer.

## Karriere
MacLeod begann seine Motorsportkarriere 2007 im Kartsport, in dem er bis 2012 aktiv blieb. Unter anderem wurde er 2011 Vierter in der CIK-FIA-Karteuropameisterschaft. 2012 sammelte er zudem erste Erfahrungen im Formelsport, als er bei einer Formel-Ford-Einzelveranstaltung an den Start ging. 2013 fuhr MacLeod für Fortec Motorsports in der britischen Formel Renault. Er gewann ein Rennen und stand insgesamt fünfmal auf dem Podium. Die Saison beendete er auf dem sechsten Platz. Darüber hinaus nahm er für Fortec an drei Veranstaltungen der nordeuropäischen Formel Renault teil. Außerdem absolvierte er drei Gaststarts in der britischen Formel Ford. 2014 nahm MacLeod für Van Amersfoort Racing am deutschen Formel-3-Cup teil. Er gewann drei Rennen und stand insgesamt zwölfmal auf dem Podium. Er schloss die Saison auf dem vierten Rang ab. Darüber hinaus startete er für verschiedene Teams zu ein paar Rennen der britischen Formel-3-Meisterschaft. Dabei gewann er vier Rennen und wurde Gesamtvierter. Außerdem nahm er an Formel-3-Einzelrennen teil und absolvierte zwei Gaststarts in der japanischen Formel-3-Meisterschaft.
Anfang 2015 trat MacLeod für Giles Motorsport in der Toyota Racing Series in Neuseeland an. Er erzielte zwei Siege und erreichte bei drei weiteren Rennen eine Podest-Platzierung. Die Saison beendete er auf dem fünften Platz. Anschließend ging MacLeod 2015 für Motopark in der europäischen Formel-3-Meisterschaft an den Start. Er stieg ein Rennwochenende vor Saisonende aus der Meisterschaft aus und belegte den 24. Gesamtrang. 2016 war MacLeod ohne festes Engagement. Für Fortec Motorsports trat er zu einer Veranstaltung der Euroformula Open und zu zwei Formel-3-Einzelveranstaltungen an.

## Statistik

### Karrierestationen
| - 2007–2012: Kartsport - 2013: Britische Formel Renault (Platz 6) - 2013: Nordeuropäische Formel Renault (Platz 30) | - 2014: Deutsche Formel 3 (Platz 4) - 2014: Britische Formel 3 (Platz 4) - 2015: Toyota Racing Series (Platz 5) | - 2015: Europäische Formel 3 (Platz 24) - 2016: Euroformula Open (Platz 19) |

### Einzelergebnisse in der europäischen Formel-3-Meisterschaft
| Jahr | Team     | Motor      | 1   | 2   | 3   | 4   | 5   | 6   | 7   | 8   | 9   | 10  | 11  | 12  | 13  | 14  | 15  | 16  | 17  | 18  | 19  | 20  | 21  | 22  | 23  | 24  | 25  | 26  | 27  | 28  | 29  | 30  | 31  | 32  | 33  | Punkte | Rang |
| ---- | -------- | ---------- | --- | --- | --- | --- | --- | --- | --- | --- | --- | --- | --- | --- | --- | --- | --- | --- | --- | --- | --- | --- | --- | --- | --- | --- | --- | --- | --- | --- | --- | --- | --- | --- | --- | ------ | ---- |
| 2015 | Motopark | Volkswagen | SIL | SIL | SIL | HO1 | HO1 | HO1 | PAU | PAU | PAU | MNZ | MNZ | MNZ | SPA | SPA | SPA | NOR | NOR | NOR | ZAN | ZAN | ZAN | SPI | SPI | SPI | POR | POR | POR | NÜR | NÜR | NÜR | HO2 | HO2 | HO2 | 2      | 24.  |
| 2015 | Motopark | Volkswagen | 22  | DNF | DNF | 19  | 19  | 14  | DNF | 9   | 12  | DNF | 12  | 26  | 12  | 18  | 11  | 16  | 13  | DNF | 12  | 19  | 16  | 18  | 29* | 15  | 13  | 17  | 23  | 23  | 21  | DNF |     |     |     | 2      | 24.  |